# Kropstädt
Kropstädt este o comună din landul Saxonia-Anhalt, Germania.